# Andebol do Futebol Clube do Porto
O Futebol Clube do Porto é um clube desportivo da cidade do Porto, Portugal, onde se praticam diversas modalidades. O presente artigo é sobre a sua secção de andebol, cuja equipa de seniores joga no Campeonato Português, o principal escalão da modalidade em Portugal.

## História
O inicio da prática de andebol de onze no clube teve início no dia 5 de outubro de 1932, modalidade que viria a ser extinta em 1974/75. Contudo, a modalidade jogada a sete jogadores, que inicialmente era praticada em rinques ao ar livre e só mais tarde em pavilhões fechados, acabou por também vingar, tendo o FC Porto disputado o seu primeiro campeonato em 1951/52 e ganho pela primeira vez em 1953/54.
Em 2012/13, o Porto sagra-se pela primeira vez na sua história pentacampeão nacional, ao bater o Benfica na última jornada do campeonato. No início da época seguinte, a equipa disputou pela primeira vez na sua história a Liga dos Campeões, ao eliminar a equipa romena do Constata na fase de qualificação, tendo em 2015/16 garantido pela primeira vez a qualificação direta para essa competição.
Com a chegada do antigo melhor do mundo Magnus Andersson para o lugar de treinador em 2018/19, o clube reconquista o título de campeão nacional e o apura-se pela primeira vez na história para os oitavos de final da Liga dos Campeões. No entanto, devido à pandemia mundial Covid-19, os jogos contra o Aalborg foram cancelados e as semifinais acabaram por ser disputadas pelos dois primeiros classificados dos grupos A e B da fase de grupos, o que causou um enorme descontentamento na comunidade europeia de andebol para com a EHF.

## Plantel
| N.º | Posição         | Jogador               |
| --- | --------------- | --------------------- |
| 12  | Guarda-redes    | Sebastian Abrahamsson |
| 23  | Guarda-redes    | Bernardo Sousa        |
| 33  | Guarda-redes    | Diogo Rêma            |
| 2   | Lateral         | Pedro Valdés          |
| 5   | Lateral         | Thorsteinn Gunnarsson |
| 7   | Lateral         | Jakob Mikkelsen       |
| 8   | Lateral         | David Fernández       |
| 9   | Lateral/Central | Miguel Oliveira       |
| 18  | Lateral/Central | Vasco Costa           |
| 88  | Lateral         | Fábio Magalhães       |
| 3   | Central         | André Sousa           |
| 10  | Central         | Diogo Oliveira        |
| 14  | Central         | Rui Silva             |
| 4   | Pivô            | Victor Iturriza       |
| 15  | Pivô            | Daymaro Salina        |
| 86  | Pivô            | Ricardo Brandão       |
| 21  | Ponta           | Leonel Fernandes      |
| 71  | Ponta           | Pedro Oliveira        |
| 19  | Ponta/Lateral   | Mamadou Diocou        |
| 24  | Ponta           | Antonio Martínez      |

### Equipa técnica
| Equipa Técnica    | Equipa Técnica    |
| ----------------- | ----------------- |
| Magnus Andersson  | Treinador         |
| Carlos Martingo   | Treinador Adjunto |
| Telmo Ferreira    | Treinador de GR   |
| Ricardo Guimarães | Preparador Físico |
| Jorge Sousa       | Analista          |
| Hugo Laurentino   | Team Manager      |
| Equipa Médica     |                   |
|                   |                   |

 Atualizado em 13 de agosto de 2023

### Números retirados
| N.º | Jogador          | Posição      | Épocas    | Ref.  |
| --- | ---------------- | ------------ | --------- | ----- |
| 1   | Alfredo Quintana | Guarda-redes | 2010–2021 | [ 6 ] |

## Palmarés de Andebol de 7

### Masculino

#### Nacional
- Campeonato Nacional: 24

1953/54, 1956/57, 1957/58, 1958/59, 1959/60, 1962/63, 1963/64, 1964/65, 1967/68, 1998/99, 2001/02, 2002/03, 2003/04, 2008/09, 2009/10, 2010/11, 2011/12, 2012/13, 2013/14, 2014/15, 2018/19, 2020/21, 2021/2022, 2022/23
- Taça de Portugal: 9

1975/76, 1976/77, 1978/79, 1979/80, 1993/94, 2005/06, 2006/07, 2018/19, 2020/21
- Taça da Liga: 3

2003/04, 2004/05, 2007/08
- Supertaça: 8

1994, 1999, 2000, 2002, 2009, 2014, 2019, 2021
 Atualizado em 3 de junho de 2023

## Palmarés de Andebol de 11
A prática do Andebol de Onze em Portugal terminou na época 1974/75

### Masculino

#### Nacional
- Campeonato Nacional: 29

1938/39, 1939/40, 1940/41, 1941/42, 1942/43, 1943/44, 1944/45, 1946/47, 1948/49, 1949/50, 1950/51, 1951/52, 1952/53, 1953/54, 1954/55, 1955/56, 1956/57, 1957/58, 1958/59, 1959/60, 1966/67, 1967/68, 1968/69, 1969/70, 1970/71, 1971/72, 1972/73, 1973/74, 1974/75